# Lista de unidades federativas do Brasil por taxa de mortalidade no trânsito

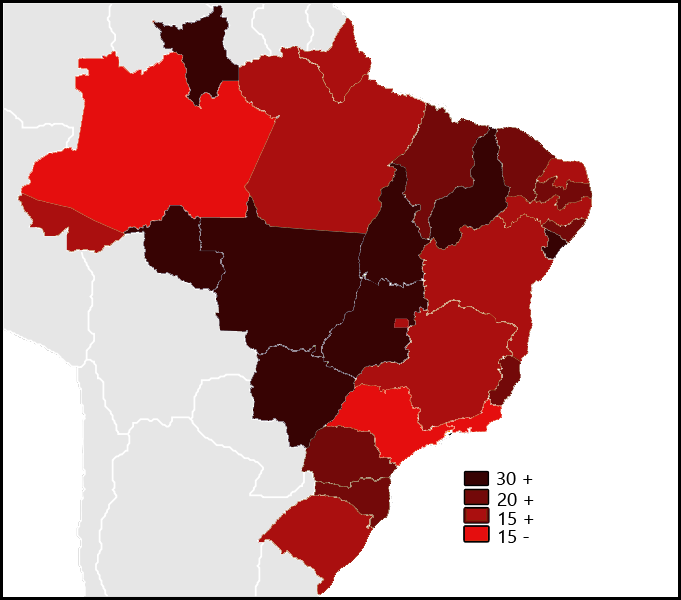
Mapa brasileiro mostrando suas unidades federativas classificadas por número de mortes em acidentes de trânsito.

Aqui estão listadas as unidades federativas brasileiras por número de  acidentes de trânsito. O levantamento foi elaborado a partir dos dados do Sistema de Informações sobre Mortalidade (SIM) do Ministério da Saúde. A base do SIM consolida as certidões de registro de óbito emitidas no Brasil no local da ocorrência do evento. 
Para identificação dos óbitos por acidente de trânsito foram levantados os óbitos por causas externas, registrados segundo o CID-10 (Classificação Internacional de Doenças-10) como decorrentes de acidentes de transporte (Grande Grupo CID-10 Acidentes de Transporte, categorias V01 a V99), tópico que agrupa entre outros acidentes de transporte os acidentes envolvendo pedestres, ciclistas, motociclistas e ocupantes de automóvel, camionete, ônibus, veículos de transporte pesado, triciclo e outros.
Para cálculo do número de óbitos per capita - pela população brasileira - foram utilizadas as estimativas intercensitárias disponibilizadas pelo DATASUS que, por sua vez, utiliza fontes do IBGE. 

## Classificação
| Posição | Unidade Federativa  | Taxa de mortes por 100 mil habitantes |
| ------- | ------------------- | ------------------------------------- |
| 1       | Piauí               | 37,66                                 |
| 2       | Mato Grosso         | 36,52                                 |
| 3       | Tocantins           | 33,01                                 |
| 4       | Mato Grosso do Sul  | 32,23                                 |
| 5       | Rondônia            | 31,25                                 |
| 6       | Roraima             | 31,14                                 |
| 7       | Sergipe             | 30,29                                 |
| 8       | Goiás               | 30,20                                 |
| 9       | Espírito Santo      | 29,02                                 |
| 10      | Paraná              | 28,74                                 |
| 11      | Ceará               | 26,59                                 |
| 12      | Paraíba             | 25,85                                 |
| 13      | Santa Catarina      | 25,40                                 |
| 14      | Alagoas             | 23,72                                 |
| 15      | Maranhão            | 23,20                                 |
| --      | Brasil              | 20,12                                 |
| 16      | Pernambuco          | 19,82                                 |
| 17      | Minas Gerais        | 19,51                                 |
| 18      | Distrito Federal    | 19,43                                 |
| 19      | Pará                | 19,26                                 |
| 20      | Rio Grande do Sul   | 18,07                                 |
| 21      | Rio Grande do Norte | 17,72                                 |
| 22      | Acre                | 16,61                                 |
| 23      | Bahia               | 16,01                                 |
| 24      | Amapá               | 15,24                                 |
| 25      | São Paulo           | 14,82                                 |
| 26      | Amazonas            | 11,87                                 |
| 27      | Rio de Janeiro      | 10,34                                 |